# Staatstheater Nürnberg
Staatstheater Nürnberg er et statsligt drevet teater-, ballet- og operahus i Nürnberg, Tyskland. Den oprindelige bygning, som husede operaen, blev opført fra 1903-1905 og blev åbnet 1. september 1905. Skuespilhuset, som ligger i tilknytning til operabygningen, blev efter en gennemgribende renovering genåbnet i 2010.
Operahuset rummer 1.421 pladser og har ca. 100 operaforestilinger om året med 150-160.000 tilskuere. Skuespilhuset har plads til 538 tilskuere og har ca. 100 forestillinger om året med omkring 85.000 tilskuere.